# Programma delle Nazioni Unite per lo sviluppo
Il Programma delle Nazioni Unite per lo sviluppo (in inglese United Nations Development Programme, ossia UNDP, in francese, Programme des Nations unies pour le développement) è un'organizzazione internazionale sorta il 1º gennaio 1966, in seguito alla risoluzione dell'Assemblea generale delle Nazioni Unite (ONU) del 22 novembre 1965, dalla fusione del Programma ampliato di assistenza tecnica e del fondo speciale delle Nazioni Unite.

## Istituzione del programma
Il primo (sigla corrente EPTA, dal titolo inglese) era stato istituito dall'Assemblea generale delle Nazioni Unite con risoluzione del 16 novembre 1949 per promuovere il progresso economico dei Paesi sottosviluppati. Il fondo speciale era stato istituito il 1º gennaio 1959 su decisione dell'Assemblea generale delle Nazioni Unite del 14 ottobre 1958 come Fondo speciale separato dell'ONU, formato dai contributi volontari degli Stati membri della stessa, degli istituti specializzati e dell'Agenzia internazionale per l'energia atomica, ed era destinato a finanziare studi preliminari (sulle possibilità economiche di un Paese o di un settore economico e sulle risorse naturali e l'attrezzatura tecnica) in vista della valutazione delle domande di finanziamento presentate dagli Stati membri.
Il nuovo programma delle Nazioni Unite per lo sviluppo, risultante dalla fusione dei due enti precedenti, ne continua e combina le finalità e i metodi, operando sotto il controllo del Consiglio economico e sociale dell'Assemblea generale dell'ONU. I progetti di sviluppo e i programmi per la loro preparazione, nonché la destinazione dei fondi relativi sono esaminati e approvati (a maggioranza) dal consiglio d'amministrazione (riunito annualmente), che è formato dai rappresentanti di 48 Stati membri, di cui 27 vengono scelti fra Paesi in via di sviluppo e 21 tra quelli a economia avanzata. La direzione dell'organizzazione è affidata a un amministratore, che è nominato dal segretario generale dell'ONU ed è assistito da un ufficio consultivo formato dal segretario generale dell'ONU, dai segretari generali degli istituti specializzati e presieduto dall'amministratore.
La sede centrale è presso l'ONU a New York, con ramificazioni in vari Paesi.